# Plagioscion
Plagioscion is een geslacht van straalvinnige vissen uit de familie van ombervissen (Sciaenidae).

## Soorten
- Plagioscion auratus (Castelnau, 1855)
- Plagioscion casattii Aguilera & Rodrigues de Aguilera, 2001
- Plagioscion montei Soares & Casatti, 2000
- Plagioscion pauciradiatus Steindachner, 1917
- Plagioscion squamosissimus (Heckel, 1840)
- Plagioscion surinamensis (Bleeker, 1873)
- Plagioscion ternetzi (Heckel, 1840)